# Hilary Putnam
Hilary Whitehall Putnam (Chicago, Illinois; 31 de julio de 1926–Arlington, Massachusetts; 13 de marzo de 2016) fue un filósofo, matemático e informático teórico estadounidense. Hizo aportes interesantes a la filosofía de la mente, la filosofía del lenguaje, la filosofía de la ciencia y el pragmatismo. Fue conocido por aplicar un alto grado de escrutinio a sus propias teorías filosóficas, a las cuales sometía a un riguroso análisis hasta encontrar sus puntos flacos. Como consecuencia de ello, adquirió la reputación de cambiar con cierta frecuencia la postura que defendía.
En el campo de la filosofía de la mente, Putnam es famoso por su hipótesis de la realizabilidad múltiple y por el concepto de funcionalismo, una influyente teoría relacionada con el problema mente-cuerpo. En filosofía del lenguaje desarrolló, junto con Saul Kripke y otros, la teoría causal de la referencia y formuló una teoría del significado propia, inventando la noción de externalismo semántico, basada en un famoso experimento mental llamado Tierra Gemela.
En lo referente a la filosofía de las matemáticas, él y su mentor W. Quine elaboraron el «argumento de indispensabilidad», que se aplica a la realidad de las entidades matemáticas. Más tarde Putnam expuso la teoría de que las matemáticas no son puramente lógicas, sino «cuasiempíricas». En la disciplina de la epistemología es conocido por expandir la teoría de Jonathan Dancy acerca del cerebro en una cubeta, de modo tal que cuestiona el escepticismo epistemológico.
En metafísica apoyó la postura del realismo metafísico, aunque posteriormente se convirtió en uno de sus mayores críticos, primero adoptando el «realismo interno», que más tarde abandonó en favor un realismo directo de corte pragmatista. El realismo directo de Putnam, que tiene como objetivo el estudio metafísico de la forma en que las personas experimentan el mundo, rechaza la idea de las representaciones mentales y otros tipos de intermediarios entre la mente y el mundo.
Más allá de la filosofía, Putnam ha contribuido a las matemáticas y la informática. Desarrolló, junto con Martin Davis, el algoritmo de Davis-Putnam para el problema de satisfacibilidad booleana, y ayudó a demostrar la irresolubilidad del décimo problema de Hilbert. El filósofo fue en ciertos períodos una polémica figura política, especialmente por su relación con el Partido Laboral Progresista de Estados Unidos a finales de los años 60 y principios de los 70.

## Biografía
Putnam nació en Chicago, Illinois, en 1926. Su padre, Samuel Putnam, fue periodista y traductor del Daily Worker, una publicación del Partido Comunista de los Estados Unidos. Debido a la relación de su padre con el comunismo, Putnam tuvo una educación laica, aunque su madre, Riva, era judía. La familia vivió en Francia hasta 1934, año en que volvieron a Estados Unidos y se establecieron en Filadelfia. Putnam estudió matemáticas y filosofía en la Universidad de Pensilvania, donde obtuvo el BA («Bachelor of Arts», certificado universitario). Se convirtió en miembro de la Philomathean Society, la asociación literaria más antigua de Estados Unidos. Continuó estudiando filosofía en la Universidad de Harvard, y más tarde en la Universidad de California, donde recibió su Doctorado en Filosofía en 1951 con una tesis titulada “El sentido del concepto de probabilidad aplicado a las secuencias infinitas”. Los profesores de Putnam, Hans Reichenbach (el supervisor de su tesis) y Rudolf Carnap, fueron figuras importantes del positivismo lógico, la escuela filosófica predominante en aquella época; una de las posturas más estables de Putnam ha sido la de su rechazo al positivismo lógico.
Tras impartir clases en la Universidad de Northwestern, la Universidad de Princeton y el MIT, se trasladó a Harvard con su esposa, Ruth Anna Putnam, que también fue profesora del MIT. Hilary y Ruth Anna se casaron en 1962. Ruth Anna había nacido en Múnich, Alemania, en 1927 de padres activistas políticos contrarios al nacionalsocialismo y, como el propio Putnam, se había educado en un ambiente ateo. Los Putnam, rebelándose contra el antisemitismo que habían vivido en su juventud, decidieron que sus hijos crecieran en un hogar judío. Puesto que no tenían experiencia en las costumbres del judaísmo, se acercaron a otras familias judías. Ellos «no tenían idea de cómo hacerlo por sí mismos», en palabras de Ruth Anna. De este modo, comenzaron el estudio de los rituales judíos y hebreos, lo cual les llevó a identificarse más con el judaísmo. En 1994, Hilary Putnam celebró un tardío Bar Mitzvá. Su mujer lo había hecho cuatro años antes.
Putnam fue un profesor famoso en Harvard. Continuando con la tradición familiar, mantuvo una actitud políticamente activa. En los años 1960 y principios de los años 1970, apoyó el Movimiento por los Derechos Civiles y se opuso a la intervención militar de Estados Unidos en Vietnam. En 1963 organizó en el MIT uno de los primeros comités de profesores y estudiantes contra la guerra. Expresó públicamente su indignación ante el reportaje de David Halberstam. Putnam quedó consternado por lo que él consideró una reivindicación de Halberstam acerca de que Estados Unidos estaba «defendiendo» a los campesinos vietnamitas del Frente Nacional de Liberación mediante el envenenamiento de los cultivos de arroz. Después de trasladarse a Harvard en 1965, organizó protestas en la universidad y comenzó a impartir clases de marxismo. Se convirtió en un asesor oficial de la "Students for a Democratic Society" y, en 1968, en miembro del Partido Laboral Progresista (PLP).
Después de 1968, sus actividades políticas se centraron en el PLP. La administración de Harvard consideraba perjudiciales esas actividades y trató de censurar a Putnam, no obstante, otros dos profesores criticaron esos procedimientos. Putnam abandonó el PLP en 1972. Posteriormente, en 1997, en una reunión de antiguos activistas en la iglesia de Arlington Street en Boston, Putnam describió su relación con el PLP como un error. Dijo que había sido convencido al principio por el compromiso de construcción de alianzas del PLP y por su disposición a organizarse desde dentro de las fuerzas armadas.
En 1976, fue elegido presidente de la “American Philosophical Association”. El año siguiente, fue elegido Walter Beverly Pearson Professor of Mathematical Logic, en reconocimiento a sus contribuciones a la filosofía de la lógica y las matemáticas. Aunque rompió con su pasado radical, Putnam nunca ha abandonado la creencia de que los académicos tienen una particularmente importante responsabilidad social y ética. Ha continuado siendo fiel al progresismo en su opinión política, como declara en los artículos “How Not to Solve Ethical Problems” (1983) y “Education for Democracy” (1993).
Putnam es miembro de la Academia Estadounidense de las Artes y las Ciencias (AAAS), de la Academia Británica y de la Academia de Ciencias Morales y Políticas de Francia (ASMP). Se retiró en junio de 2000. También es Cogan University Professor Emeritus en la Universidad de Harvard. Su corpus incluye cinco volúmenes recopilatorios, siete libros y más de 200 artículos. El renovado interés de Putnam por el judaísmo le ha llevado a publicar varias obras recientes sobre el tema. Ha sido autor, junto con su mujer, de diversos libros y ensayos sobre el movimiento pragmatista de finales del siglo XIX.
Es miembro de la Junta de Asesores de la Fundación Templeton.

## Filosofía de la mente

### Realizabilidad múltiple

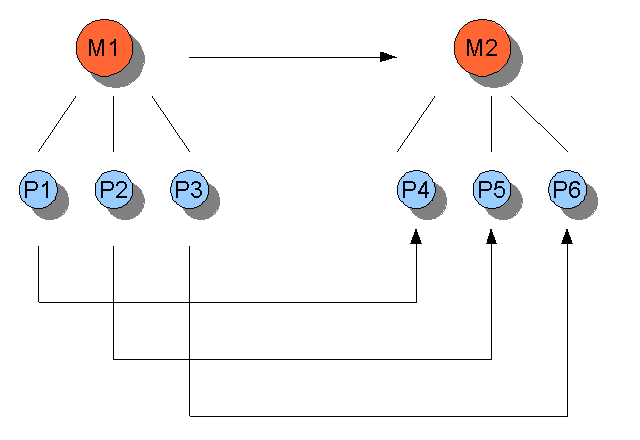
Ilustración de la realizabilidad múltiple. La M representa lo mental y la P lo físico. Se puede apreciar que más de una P puede estar relacionada con una misma M, pero no al revés. Las relaciones causales entre estados están simbolizadas por las flechas (de M1 se pasa a M2, etc.).

El trabajo más conocido de Putnam es el correspondiente a la filosofía de la mente. Sus contribuciones más importantes en este campo fueron varios ensayos publicados a finales de los 60, en los cuales formuló la hipótesis de la realizabilidad múltiple. En esos documentos, Putnam argumenta, contrariamente a lo establecido por la teoría de la identidad mente-cuerpo, que no es necesariamente cierto que "dolor sea igual a estimulación de la fibra-C". El dolor, según Putnam, puede corresponder a estados físicos del sistema nervioso muy distintos en diferentes organismos, y aun así todos ellos experimentan el mismo estado mental de "sentir dolor".
Putnam utilizó ejemplos del mundo animal para ilustrar su tesis. Se cuestionó si era probable que los cerebros de diversos tipos de animales percibieran el dolor, u otros estados mentales, de una misma manera. Dado que esos animales no poseen las mismas estructuras (físicas) cerebrales no deberían compartir los mismos estados mentales. Para Putnam, la explicación debía ser que los mismos estados mentales podían ser producidos por distintos estados físicos en diferentes especies. Putnam entonces llevó su argumentación un paso más allá, y se preguntó acerca de cosas como los sistemas nerviosos de extraterrestres, de robots inteligentes y de otras formas de vida basadas en el silicio. Estas entidades hipotéticas, sostuvo Putnam, no deberían ser consideradas incapaces de sentir dolor por el simple hecho de no poseer la misma neuroquímica que los seres humanos. Putnam concluyó que los defensores de la teoría de la identidad de tipos habían hecho una «ambiciosa» y «altamente implausible» conjetura que podía ser desmentida con un ejemplo de realizabilidad múltiple.
Putnam formuló un razonamiento complementario, basado en lo que él llamó «isomorfismo funcional». Definió el concepto en los siguientes términos: «Dos sistemas son funcionalmente isomórficos si ‘hay una correspondencia entre los estados de uno y los estados del otro de modo tal que se conservan las relaciones funcionales’.» En el caso de las computadoras, dos máquinas son funcionalmente isomórficas si y solo si las relaciones secuenciales entre los estados de la primera son exactamente iguales a las relaciones entre estados de la otra. Por tanto, una computadora hecha a partir de chips de silicio y otra hecha mediante engranajes pueden ser funcionalmente isomórficas aunque tengan una constitución diferente. El isomorfismo funcional implica realizabilidad múltiple. Este razonamiento ha sido calificado a veces de «argumento a priori»
Jerry Fodor, Putnam y otros apuntaron que, además de ser un argumento valioso contra las teorías de identidad de tipos, la realizabilidad múltiple implica que cualquier explicación de bajo nivel de un fenómeno mental de alto nivel es insuficientemente abstracta y general. El funcionalismo, que identifica tipos mentales con tipos funcionales que se caracterizan exclusivamente en términos de causas y efectos, se abstrae del nivel de lo microfísico, y por ello pareció ser una mejor explicación de la relación entre mente y cuerpo. De hecho, hay muchos tipos funcionales, como las ratoneras, el software y las estanterías, que son realizados de múltiples formas en el nivel físico.

### Funcionalismo de máquina de estados

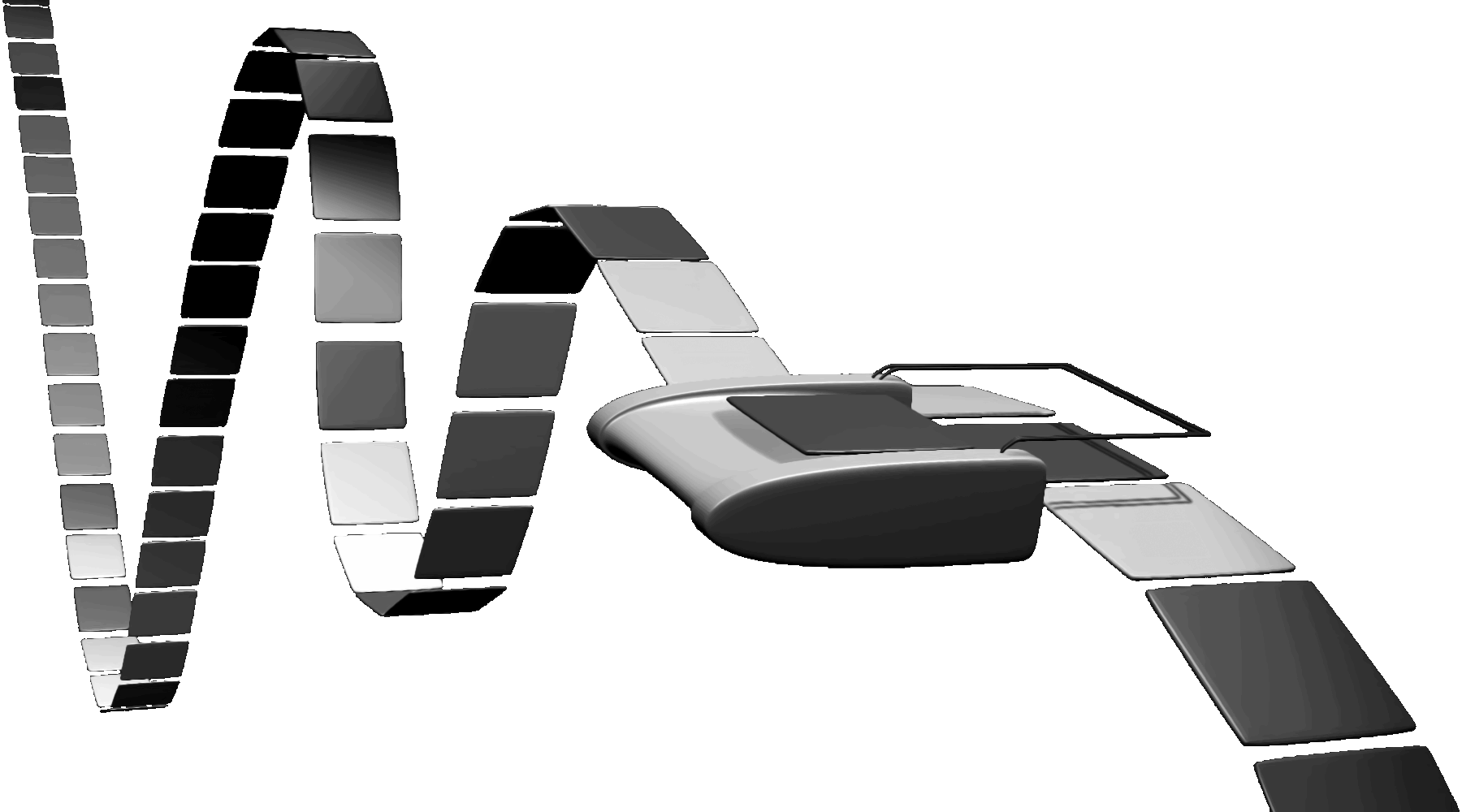
Una máquina de Turing puede imaginarse como una cinta infinita dividida en trozos cuadrados que se escriben o se borran de uno en uno, donde la elección de una de esas acciones viene determinada por un «estado». De acuerdo con el funcionalismo de máquina de estados de Putnam, las nociones de estado en una computadora abstracta y de estado mental son esencialmente lo mismo.

La primera formulación de esta teoría del funcionalismo fue hecha por el propio Putnam. Esta formulación, que hoy en día se conoce como "funcionalismo de máquina", fue inspirada por analogías, apuntadas por Putnam y otros, entre la mente y la teórica máquina de Turing, capaz de calcular cualquier algoritmo dado.
En términos no técnicos, una máquina de Turing puede verse como una cinta infinita dividida en cuadrados (de memoria) con un dispositivo con forma de caja que se encaja en los cuadrados uno por uno y los escanea. Cada cuadrado es o bien blanco (B) o bien tiene un 1 escrito en él. Estas son las entradas de la máquina. Las posibles y destacadas salidas son:
- Halt (parada): no hacer nada.
- R: mover un cuadrado a la derecha.
- L: mover un cuadrado a la izquierda.
- B: borrar lo que haya en el cuadrado.
- 1: borrar lo que haya en el cuadrado y escribir un 1.

|   | Estado 1                              | Estado 2                              | Estado 3                           |
| - | ------------------------------------- | ------------------------------------- | ---------------------------------- |
| B | escribir 1; permanecer en estado 1    | escribir 1; permanecer en estado 2    | escribir 1; permanecer en estado 3 |
| 1 | continuar a la derecha; ir a estado 2 | continuar a la derecha; ir a estado 3 | [parada]                           |

Esta tabla establece que si la máquina está en el estado uno y escanea un cuadrado blanco (B), imprimirá un 1 y permanecerá en el estado uno. Si está en el estado uno y lee un 1, se moverá un cuadrado a la derecha y pasará al estado dos. Si está en el estado dos y lee una B, escribirá un 1 y permanecerá en el estado dos. Si está en el estado dos y lee un 1, se desplazará un cuadrado a la derecha y pasará al estado tres. Finalmente, si está en el estado tres y lee una B, escribirá un 1 y permanecerá en ese estado.
Lo importante, para el funcionalismo, es la naturaleza de los "estados" de la máquina de Turing. Cada estado puede definirse por sus relaciones con otros estados y por las entradas y salidas. El estado uno, por ejemplo, es simplemente el estado en el cual la máquina, si lee una B escribe un 1 y permanece en ese estado, y en el cual, si lee un 1 se mueve un cuadrado a la derecha y pasa al siguiente estado. Esta es la definición funcional del estado uno; es su papel causal en el sistema total. Los detalles acerca de cómo consigue lo que consigue y de su constitución material son completamente irrelevantes.
De acuerdo con el funcionalismo de máquina de estado, la naturaleza de un estado mental es como la naturaleza de los estados automáticos que se han descrito. Del mismo modo que el "estado uno" simplemente es el estado en el cual dada una entrada B sucede lo descrito, sentir dolor es el estado que incita a uno a gritar "ay", estar distraído, preguntarse acerca de su causa, etcétera.

### Rechazo del funcionalismo
A finales de los años 1980, Putnam abandonó su defensa del funcionalismo y de otras teorías computacionales de la mente. Esto se debió, principalmente, a las dificultades que tienen esas teorías al tratar con el externalismo del contenido mental, como ilustraba el experimento mental de la Tierra Gemela, del propio Putnam (ver Filosofía del lenguaje). También desarrolló otro argumento contra el funcionalismo en 1988, basado en la versión generalizada de Fodor de la realizabilidad múltiple. Mediante la afirmación de que el funcionalismo es realmente una versión suavizada de la teoría de identidad en la que los tipos mentales se identifican con tipos funcionales, Putnam argumenta que los tipos mentales pueden ser realizabilidad múltiple con tipos funcionales. El mismo estado mental podría ser implementado por diferentes estados de una máquina de Turing universal.
A pesar del rechazo de Putnam, el funcionalismo ha continuado floreciendo y ha sido desarrollado en numerosas versiones por pensadores tan diversos como David Marr, Daniel Dennett, Jerry Fodor y David Lewis. Esto estableció los cimientos de la ciencia cognitiva y es la teoría de la mente dominante en la filosofía actual.

## Filosofía del lenguaje

### Externalismo semántico
Una de las contribuciones de Putnam a la filosofía del lenguaje es su afirmación de que «el significado no está en la mente». Lo ilustró utilizando su experimento mental de la «Tierra Gemela» con el que argumenta que los factores ambientales juegan un importante papel en la determinación del significado. En la Tierra Gemela todo es idéntico a como es en la Tierra, con excepción de que los lagos, ríos y océanos en lugar de H2O tienen XYZ. Consecuentemente, cuando un terráqueo, Fredrick, utiliza la palabra española de la Tierra «agua», esta tiene un significado distinto a la palabra española de la Tierra Gemela «agua» al ser utilizada por su gemelo idéntico Frodrick. Puesto que Fredrick y Frodrick son físicamente indistinguibles cuando pronuncian sus respectivas palabras, y puesto que sus palabras tienen un significado distinto, el significado no puede estar determinado exclusivamente por lo que hay en sus mentes. Esto llevó a Putnam a adoptar una versión de externalismo semántico en lo relativo al significado y el contenido mental.

### Teoría del significado
Putnam, junto con Saul Kripke, Keith Donnellan y otros, contribuyó a lo que se conoce como la teoría causal de la referencia. En particular, Putnam sostuvo en El significado de «significado» que los objetos referenciados por los términos de clases naturales —como tigre, agua o árbol—son los elementos principales del significado de esos términos. El filósofo mantiene que hay una división lingüística del trabajo, análoga a la división económica del trabajo de Adam Smith, según la cual las referencias de esos términos son fijadas por «expertos» en el campo particular de la ciencia al que pertenecen. Así, por ejemplo, lo referenciado por el término «león» es fijado por la comunidad de zoólogos, la referencia del término «olmo» es fijada por la comunidad de botánicos y la referencia del término «sal de mesa» es fijada por los químicos como «NaCl». Estos referenciadores, conocidos como designadores rígidos en el sentido kripkeano, son empleados por la comunidad lingüística.
Putnam especifica una secuencia finita de elementos (un vector) para describir el significado de cada término del lenguaje. Ese vector consta de cuatro componentes:
1. el objeto al cual el término refiere, por ejemplo, el objeto caracterizado por la fórmula H2O;
2. un conjunto de descripciones típicas del término, conocidas como «el estereotipo», por ejemplo, «transparente», «incoloro» e «hidratante»;
3. los indicadores semánticos que sitúan al objeto en una categoría general, por ejemplo, «clase natural» y «líquido»;
4. los indicadores sintácticos, por ejemplo, «nombre concreto» y «nombre común».

Este «vector de significado» proporciona una descripción de la referencia y establece el uso de una expresión en una comunidad lingüística particular. Marca las condiciones para su uso correcto y hace posible juzgar si un hablante atribuye el significado apropiado a una expresión o si su uso ha cambiado lo suficiente como para causar una diferencia de significado. Según Putnam, es legítimo hablar de cambio de significado de una expresión sólo si la referencia del término, y no su estereotipo, ha cambiado. En cualquier caso, puesto que no hay un algoritmo posible que determine qué aspecto —estereotipo o referencia—ha cambiado en un caso particular, es necesario considerar el uso de otras expresiones del lenguaje. Dado que no hay límite en el número de esas expresiones que deben ser consideradas, lo que Putnam defiende aquí es una forma de holismo semántico.

## Filosofía de las matemáticas
Putnam hizo una importante contribución a la filosofía de las matemáticas, concretamente al realismo matemático, con el "argumento de indispensabilidad" Quine-Putnam. Stephen Yablo considera que este argumento es uno de los más sólidos en favor de la aceptación de la existencia de entidades abstractas matemáticas, como los números o los conjuntos. El argumento es el explicado a continuación.
(a) Hay que tener compromisos ontológicos con todas las entidades, y sólo con ellas, que son indispensables para las mejores teorías científicas.
(b) Las entidades matemáticas son indispensables para las mejores teorías científicas.
Ergo, (c) Hay que tener compromisos ontológicos con las entidades matemáticas.
La justificación de la primera premisa es la más polémica. Putnam y Quine invocan al naturalismo para justificar la exclusión de todas las entidades no científicas y defender que «sólo» las científicas sean incluidas. La afirmación de que «todas» las entidades empleadas en teorías científicas, incluyendo los números, deberían ser aceptadas como reales es justificada por el holismo confirmacional. Puesto que las teorías no se confirman poco a poco, sino en su conjunto, no hay justificación para excluir a ninguna de las entidades empleadas en las teorías bien confirmadas. Esto coloca en una difícil posición al nominalista que desea, por ejemplo, descartar la existencia de los conjuntos y la geometría no euclídea pero afirmar la existencia de los quarks y otras entidades físicas indetectables.
Putnam sostiene que las matemáticas, como la física y otras ciencias empíricas, utilizan pruebas lógicas y métodos «cuasiempíricos». Por ejemplo, el último teorema de Fermat afirma que para ningún entero {\displaystyle n>2} hay valores enteros positivos de x, y y z tales que {\displaystyle x^{n}+y^{n}=z^{n}}. Antes de que esto fuera probado para todos los {\displaystyle n>2} en 1995 por Andrew Wiles, había sido probado para muchos valores de n. Estas pruebas incitaron investigaciones en el área y conformaron un consenso cuasiempírico del teorema. Aunque un conocimiento así es más una conjetura que un teorema estrictamente demostrado, es empleado de todos modos en el desarrollo de otras ideas matemáticas.

## Matemáticas e informática
Putnam también ha contribuido a campos científicos no directamente relacionados con la filosofía. Como matemático, Putnam ayudó a la resolución del décimo problema de Hilbert. En 1970, Yuri Matiyasévich formuló un teorema relacionado con el uso de los números de Fibonacci que estaba diseñado para responder a la cuestión de si hay un algoritmo general que pueda decidir si un sistema de ecuaciones diofánticas (polinomios con coeficientes enteros) dado tiene una solución entera. Putnam, trabajando con Martin Davis y Julia Robinson, demostró que el teorema de Matiyasévich era suficiente para probar que no existe un algoritmo general como el descrito. Además se demostró que el famoso décimo problema de David Hilbert no tiene solución.
En informática, Putnam es conocido por el algoritmo de Davis-Putnam para el problema de satisfacibilidad booleana (SAT), desarrollado con Martin Davis en 1960. El algoritmo averigua si existe un conjunto de valores verdaderos o falsos que satisface una expresión booleana dada, de modo que la expresión entera se hace cierta. En 1962, refinaron el algoritmo con la ayuda de George Logemann y Donald W. Loveland. Se conoció con el nombre de algoritmo DPLL. Este algoritmo es eficiente, y aún es la base de las más completos solucionadores de SATs.

## Epistemología
“...En lugar de imaginar un sólo cerebro sometido a esa reclusión, podríamos suponer que todos los cerebros humanos, y por añadidura, los de los seres pensantes en general, podrían ser cerebros encerrados en sus cápsulas. ¿Existiría alguien vigilando? ... ¿O el universo podría estar compuesto de cadenas interminables de estos cerebros, en una especie de gran fábrica de emociones? Todos unidos en una ilusión colectiva.”

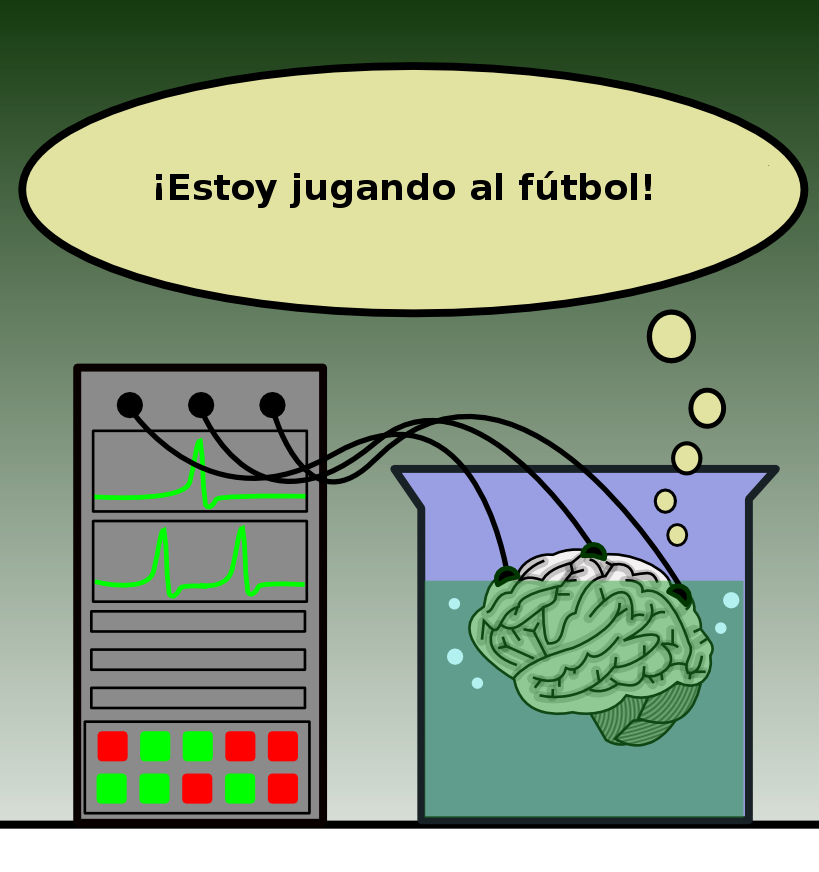
Un «cerebro en una cubeta». Putnam utiliza este experimento mental para demostrar que estos escenarios hipotéticos son imposibles.

En el campo de la epistemología, Putnam es conocido por su experimento mental del "cerebro en una cubeta" (una versión modernizada de la hipótesis del genio maligno de Descartes), el cual ha sido interpretado por filósofos como Tim Black como un intento de refutar el escepticismo. El argumento de este experimento es que una persona no puede afirmar coherentemente que es un cerebro en una cubeta colocado allí por algún científico loco.
El razonamiento se basa en la teoría causal de la referencia. Las palabras siempre se refieren a los tipos de cosas para los cuales fueron acuñadas, estos tipos de cosas son los que ha experimentado el que utiliza esas palabras o sus predecesores. De este modo, si una persona, María, fuera un «cerebro en una cubeta» cuyas experiencias son todas recibidas mediante cables y otros artefactos creados por ese "científico loco", la idea que María tendría de "cerebro" no se referiría a un cerebro «real», ya que ella y su comunidad lingüística nunca han visto algo semejante. Lo que ella ha visto es algo que parece un cerebro pero que realmente es una imagen que le proporciona la computadora. Análogamente, su idea de "cubeta" no se referiría a una cubeta «real». Por tanto, si como «cerebro en una cubeta» ella dijera «soy un cerebro en una cubeta», realmente estaría diciendo «soy la imagen de un cerebro en la imagen de una cubeta», lo cual es incoherente. Por otra parte, si María no es un «cerebro en una cubeta» diciendo que sí lo es, seguiría cayendo en una incoherencia. Esto es un modo de externalismo epistemológico: el conocimiento o la justificación dependen de factores externos a la mente, no están determinados solo internamente.
Putnam ha aclarado que el blanco de este argumento suyo nunca fue el escepticismo, sino el realismo metafísico. Puesto que el realismo de este tipo asume la existencia de un vacío entre cómo el hombre concibe el mundo y cómo el mundo es realmente, los escenarios escépticos como este o el genio maligno de Descartes presentan un gran desafío. Putnam, mostrando que ese escenario es imposible, trata de demostrar que esa idea de que hay un vacío entre el concepto que el hombre tiene del mundo y cómo el mundo es en realidad es absurda. El hombre no puede tener una visión de la realidad desde el punto de vista del «ojo de Dios». Está limitado a sus esquemas conceptuales. El realismo metafísico está por tanto equivocado, según Putnam.

Sin embargo, en algunas versiones del realismo directo hay menos de lo que aparenta. A veces el término se aplica a cualquier posición que niegue que sean los «datos sensoriales» los objetos de la percepción «verídica». Tal uso convierte en algo muy simple y fácil el ser un realista directo. Todo lo que uno tiene que hacer para ser un realista directo (en este sentido) es decir, por ejemplo, en relación con las experiencias visuales: «No percibimos las experiencias visuales, las tenemos». Un simple retoque lingüístico y, voilà!, ya somos realistas directos.

Para evitar esa sugerencia de que el progreso filosófico es algo tan sencillo de lograr, podría ser útil distinguir entre lo que normalmente se llama «realismo directo» y lo que de ahora en adelante llamaré «realismo natural». (Adopto el término de William James, quien tenía el expreso deseo de intentar conseguir una perspectiva sobre la percepción que hiciera justicia «al realismo natural del hombre corriente».)

## Metafilosofía y ontología
A finales de los años 1980 y principios de los 1990, estimulado por resultados de la lógica matemática y por algunas ideas de Quine, Putnam abandonó la defensa que durante mucho tiempo había ejercido del realismo metafísico, la opinión de que las categorías y estructuras del mundo exterior son causal y ontológicamente independientes de la conceptualización de la mente humana. En lugar de esto adoptó una postura diferente, a la cual llamó «realismo interno».
El realismo interno defiende que, aunque el mundo puede ser «causalmente» independiente de la mente, la estructura del mundo —su división en tipos, individuos y categorías— es función de la mente humana, de modo que el mundo no es «ontológicamente» independiente. La idea general está influenciada por la idea de Kant de la dependencia de nuestro conocimiento del mundo de las «categorías del pensamiento».
El problema del realismo metafísico, según Putnam, es que falla al explicar la posibilidad de referencia y verdad. De acuerdo con la metafísica realista, nuestros conceptos y categorías refieren porque encajan de algún modo misterioso con las preestructuradas categorías, tipos e individuos que son inherentes al mundo externo. Pero, ¿cómo es posible que el mundo esté dividido en ciertas estructuras y categorías, la mente divida al mundo en sus propias categorías y estructuras, y ambas divisiones coincidan perfectamente? La respuesta debe ser que el mundo no viene preestructurado sino que la estructura debe ser impuesta por la mente humana y sus esquemas conceptuales.
Nelson Goodman había formulado algo semejante en Fact, Fiction and Forecast en 1956. En esa obra, Goodman llega a sugerir que «no hay un mundo, sino muchos mundos, cada uno creado por la mente humana.» Putnam rechaza esta forma de constructivismo social, pero conserva la idea de que puede haber muchas descripciones correctas de la realidad. No es posible demostrar científicamente que ninguna de esas descripciones sea «la verdadera» descripción del mundo. Esto no implica relativismo para Putnam, pues no todas las descripciones son igualmente correctas y las que son correctas no están determinadas subjetivamente.
Bajo la influencia de Charles Peirce y William James, Putnam también se convenció de que no existe una dicotomía hecho/valor, sino que los juicios éticos y estéticos a menudo tienen una base fáctica, mientras que los juicios científicos tienen un elemento ético.

## Neopragmatismo y Wittgenstein
A finales de los años 1980, Putnam se desilusionó cada vez más con lo que él percibía como «cientifismo» y rechazo de la historia que caracteriza la filosofía analítica moderna. Rechazó el realismo interno porque este asumía un modelo de «interfaz cognitiva» de la relación entre la mente y el mundo. Bajo la creciente influencia de James y los pragmatistas, adoptó una visión de esta relación propia del realismo directo. Bajo la influencia de Ludwig Wittgenstein, se acercó a la postura pluralista y pasó a ver la mayoría de problemas filosóficos como simples confusiones conceptuales o lingüísticas creadas por filósofos debido al uso del lenguaje ordinario fuera de su contexto original.
Los trabajos más recientes de Putnam se han centrado en tratar de sacar a la filosofía de su cáscara autoimpuesta, de vuelta al mundo de la gente corriente y los problemas sociales comunes. Por ejemplo, ha escrito acerca de la naturaleza de la democracia, la justicia social y la religión. Ha discutido las ideas del filósofo continental Jürgen Habermas, y ha escrito artículos influenciado por las ideas «continentales».
El texto de las conferencias Gifford que dictó en la Universidad de St. Andrews en el año académico 1990-1991 (Renewing Philosophy), se publicó después con el título de Pragmatism: An Open Question (1995).

## Críticas
Irónicamente, el propio Putnam puede haber sido su mayor adversario filosófico. Sus frecuentes cambios de opinión lo llevaron a atacar sus puntos de vista previos. En cualquier caso, muchas críticas significativas de sus posturas han venido también de otros filósofos y científicos. Por ejemplo, la realizabilidad múltiple ha sido criticada sobre la base de que, si fuera cierta, la investigación y experimentación en neurociencia sería imposible. Según Bechtel y Mundale, para ser capaz de llevar a cabo esa investigación en neurociencia, deben existir o ser asumidas consistencias universales en las estructuras cerebrales. Es la similitud (u homología) de las estructuras del cerebro la que permite generalizar entre especies. Si la realizabilidad múltiple fuera un hecho empírico, no tendría sentido generalizar los resultados de los experimentos realizados en una especie animal (u organismo) para explicar el comportamiento de otras especies (u organismos de la misma especie). Jaegwon Kim, David Lewis, Robert Richardson y Patricia Churchland han hecho otras críticas a la realizabilidad múltiple.
Uno de los principales argumentos contra el funcionalismo fue formulado por el propio Putnam: el experimento de la Tierra Gemela. Aunque también ha habido otros críticos. El argumento de la sala china de John Searle (1980) es un ataque directo a la declaración de que el pensamiento puede ser representado como un conjunto de funciones. El experimento mental de la sala china está diseñado para mostrar que es imposible imitar la acción inteligente sin ninguna interpretación o entendimiento, sino con el simple uso de sistema puramente funcional. En resumen, Searle describe una situación en la que una persona que habla sólo inglés es encerrada en una habitación con símbolos chinos en canastas y un libro de reglas en inglés para cambiar los símbolos de sitio. Gente que se encuentra fuera de la habitación indica a esa persona que tiene que seguir las reglas del libro para enviar ciertos símbolos fuera de la habitación cuando otros le son dados. Además, se supone que la gente de fuera de la habitación son hablantes de chino y se comunican con la persona de dentro mediante símbolos chinos. Según Searle, sería absurdo declarar que el hablante de inglés «sabe» chino basándose en esos procesos sintácticos aislados. Este experimento mental trata de mostrar que los sistemas que operan solamente con procesos sintácticos no pueden crear semántica (significado) ni intencionalidad. Así, Searle ataca la idea de que el pensamiento puede ser equiparado al seguimiento de unas reglas sintácticas. De este modo, sostiene que el funcionalismo es una teoría de la mente inadecuada. Algunos otros argumentos contra el funcionalismo han sido introducidos por Ned Block.
Putnam se ha mantenido fiel a la idea del holismo semántico, a diferencia de lo que ha hecho con muchas de sus otras opiniones. El problema de esta postura ha sido descrito por Michael Dummett, Jerry Fodor, Ernest Lepore y otros. En primer lugar, sugieren que si el holismo semántico es cierto, es imposible entender cómo un hablante de un idioma puede aprender el significado de cualquier expresión de la lengua. Dados los límites de nuestras habilidades cognitivas, nunca podremos ser capaces de dominar perfectamente el español (o cualquier lengua), ni aunque asumiéramos (erróneamente) que las lenguas son entidades estáticas e inmutables. Pues, si hay que entender toda la lengua para entender una sola palabra o expresión, el aprendizaje de un idioma es una tarea imposible. El holismo semántico también falla al explicar cómo dos hablantes pueden referirse a la misma cosa cuando utilizan la misma expresión lingüística y cómo es posible la comunicación entre ellos. Dada la frase P, puesto que Federico y María han llegado a dominar distintas partes del inglés, y P tiene para ellos una relación distinta con las otras oraciones, P significa una cosa para Federico y algo diferente para María. Además, si una frase P deriva su significado de su relación con todas las frases de la lengua, puesto que el vocabulario de un individuo cambia al ser añadida o eliminada una oración, la totalidad de las relaciones también cambia, y por tanto también el significado de P. Como esto es un fenómeno normal, el resultado es que P tiene dos significados diferentes en dos momentos diferentes de la vida de una misma persona. Consecuentemente, si se acepta la verdad de una oración y después se rechaza más tarde, el significado de lo que se rechazó y lo que se aceptó es completamente diferente, de modo que no es posible cambiar la opinión acerca de una misma frase.
El argumento del cerebro en una cubeta también ha sido objeto de críticas. Crispin Wright argumenta que la formulación de Putnam de ese escenario es muy limitada para refutar el escepticismo. La posibilidad de que uno sea un cerebro sin cuerpo en una cubeta no está determinada por el externalismo semántico. Si una persona ha vivido toda su vida fuera de la cubeta —hablando español e interactuando de modo normal con el mundo exterior— antes de ser introducido en ella por el científico loco, cuando despierta dentro de la cubeta sus palabras y pensamientos (por ejemplo, "árbol" o "césped") seguirán refiriéndose a los objetos o eventos del mundo exterior a los que se referían cuando estaba fuera. En otro escenario, un cerebro en una cubeta puede estar conectado a una supercomputadora que genere experiencias sensoriales aleatoriamente. En este caso, sus palabras y pensamientos podrían no referirse a nada y podrían, por tanto, estar desprovistas de contenido. Los significados ya no existirían y el argumento dejaría de tener sentido.
En filosofía de las matemáticas, Stephen Yablo ha argumentado que la tesis de indispensabilidad Quine-Putnam no demuestra que las entidades matemáticas son verdaderamente indispensables. La argumentación es bastante complicada, pero la conclusión es que se pueden conseguir los mismos resultados lógicos simplemente reemplazando todas las posibilidades de la expresión «tal cosa existe» (por ejemplo, «los números existen») por posibilidades de la expresión «tal cosa se asume que existe». Por ejemplo, se puede tomar el argumento de indispensabilidad descrito anteriormente y reemplazar todas las referencias a entidades existentes por referencias a entidades que se ha asumido que existen, quedando como se muestra a continuación.
(a) Se deben tener compromisos ontológicos con todas las entidades, y sólo con ellas, que «se asuma que existen» y sean indispensables para las mejores teorías científicas.
(b) Las entidades matemáticas que «se asume que existen» son indispensables para las mejores teorías científicas.
Ergo, (c) Se deben tener compromisos ontológicos con las entidades matemáticas que «que se asume que existen».
Finalmente, el realismo interno de Putnam ha sido acusado por Curtis Brown de ser una forma encubierta de idealismo subjetivo. De este modo, ha sido atacado mediante diversos argumentos. En particular, se le acusa de caer en el engaño del solipsismo. Es decir, de que si la existencia depende de la experiencia, como mantiene el idealismo subjetivo, si la consciencia de uno mismo fuera a dejar de existir, entonces el resto del universo dejaría también de existir.

## Obras más importantes
- Minds and Machines. Incluido en Dimensions of Mind, ed. Sidney Hook (New York: New York University Press, 1960), pp. 148-180. Repr. en Mind, Language and Reality (1975), pp. 362-385. Traducción al español hecha por P. Navarro incluida en Turing, A. M., Putnam, H. y Davidson, D. (1985), Mentes y máquinas, Madrid, Tecnos.
- Brains and Behavior. Incluido en Analytical Philosophy, Second Series, ed. R. J. Butler (Oxford: Basil Blackwell, 1963), pp. 211-235. Traducido al español en UNAM, México, 1983.
- Philosophy of Mathematics: Selected Readings. Editado por Paul Benacerraf. Englewood Cliffs, N.J.: Prentice-Hall, 1964. 2nd ed., Cambridge: Cambridge University Press, 1983.
- The "Innateness Hypothesis" and Explanatory Models in Linguistics. Synthese 17 (marzo de 1967): 12-22. Repr. en Mind, Language and Reality (1975), pp. 107-116. Traducido al español en Teorema, 1973.
- Philosophy of Logic. New York: Harper and Row, 1971. London: George Allen and Unwin, 1972.
- The meaning of "meaning",incluido en Language, Mind and Knowledge. Minnesota Studies in the Philosophy of Science, vol. 7, ed. Keith Gunderson (Minneapolis: University of Minnesota Press, 1975), pp. 131-193. Repr. en Mind, Language and Reality (1975), pp. 215-271. Vertido al español como El significado de "significado" en la revista Teorema, vol. XIV/3-4, versión incluida en VALDES, L. (Ed.): La búsqueda del significado, Tecnos, Madrid (1991).
- Mind, Language and Reality. Philosophical Papers, vol. 2. Cambridge: Cambridge University Press, 1975.
- Meaning and the Moral Sciences. London: Routledge and Kegan Paul, 1978.
- Reason, Truth, and History. Cambridge: Cambridge University Press, 1981. Traducción al español por J.M. Esteban Cloquell, Razón, verdad e historia, Tecnos, Madrid, 1988.
- Realism and Reason. Philosophical Papers, vol. 3. Cambridge: Cambridge University Press, 1983.
- Methodology, Epistemology, and Philosophy of Science: Essays in Honour of Wolfgang Stegmüller. Edited with Wilhelm K. Essler and Carl G. Hempel. Dordrecht: D. Reidel, 1983.
- Epistemology, Methodology, and Philosophy of Science: Essays in Honour of Carl G. Hempel. Edited with Wilhelm K. Essler and Wolfgang Stegmüller. Dordrecht: D. Reidel, 1985.
- Mathematics, Matter and Method. Philosophical Papers, vol. 1. Cambridge: Cambridge University Press, 1975. 2nd. ed., 1985.
- The Many Faces of Realism. La Salle, Ill.: Open Court, 1987.
- Representation and Reality. Cambridge, Mass.: MIT Press, 1988. Traducción al español en la editorial Gedisa, Barcelona, 1990.
- Realism with a Human Face. Edited by James Conant. Cambridge, Mass.: Harvard University Press, 1990.
- Renewing Philosophy. Cambridge, Mass.: Harvard University Press, 1992. Traducida al español con el título Cómo renovar la filosofía, Cátedra, Madrid, 1994.
- Pursuits of Reason: Essays in Honor of Stanley Cavell. Edited con Ted Cohen y Paul Guyer. Lubbock: Texas Tech University Press, 1993.
- Words and Life. Edited by James Conant. Cambridge, Mass.: Harvard University Press, 1994.
- Pragmatism: An Open Question. Oxford: Blackwell, 1995.
- The Threefold Cord: Mind, Body, and World. New York: Columbia University Press, 1999.
- Enlightenment and Pragmatism. Assen: Koninklijke Van Gorcum, 2001. 48pp.
- The Collapse of the Fact/Value Dichotomy and Other Essays. Cambridge, Mass.: Harvard University Press, 2002.
- Ethics Without Ontology. Cambridge, Mass.: Harvard University Press, 2004. Traducción al español de Albert Freixa, Ética sin ontología, Alpha Decay, Barcelona, 2013.
- Jewish Philosophy as a Guide to Life: Rosenzweig, Buber, Levinas, Wittgenstein. Bloomington: Indiana University Press, 2008.
- Philosophy in an Age of Science Cambridge: Harvard University Press, 2012.

## Edición en español
- Putnam, Hilary (2013). Ética sin ontología. Editorial Alpha Decay. ISBN 978-84-92837-41-0.
- Putnam, Hilary (2012). Mente, lenguaje y realidad. Universidad Nacional Autónoma de México. ISBN 978-607-02-3615-0.
- Putnam, Hilary (2004). El desplome de la dicotomía hecho-valor y otros ensayos. Ediciones Paidós Ibérica. ISBN 978-84-493-1588-6.
- Putnam, Hilary (2001). La trenza de tres cabos: la mente, el cuerpo y el mundo. Siglo XXI de España Editores. ISBN 978-84-323-1068-3.
- Putnam, Hilary (2001). 50 años de filosofía vistos desde dentro. Ediciones Paidós Ibérica. ISBN 978-84-493-1107-9.
- Putnam, Hilary (2000). Sentido, sinsentido y los sentidos. Ediciones Paidós Ibérica. ISBN 978-84-493-0880-2.
- Putnam, Hilary (1999). El pragmatismo: una cuestión abierta. Editorial Gedisa. ISBN 978-84-7432-674-1.
- Putnam, Hilary (1994). Cómo renovar la filosofía. Ediciones Cátedra. ISBN 978-84-376-1294-2.
- Putnam, Hilary (1994). Las mil caras del realismo. Ediciones Paidós Ibérica. ISBN 978-84-7509-980-4.
- Putnam, Hilary (1991). El significado y las ciencias morales. Universidad Nacional Autónoma de México. ISBN 968-36-2250-X.
- Putnam, Hilary (1990). Representación y realidad: Un balance crítico de funcionalismo. Editorial Gedisa. ISBN 978-84-7432-391-7.
- Putnam, Hilary (1988). Razón, verdad e historia. Editorial Tecnos. ISBN 978-84-309-1577-4.
- Putnam, Hilary (1985). Racionalidad y metafísica. Sarabia Álvarez, Jaime. ISBN 978-84-398-3668-1.
- Rorty, Richard; Apel, Karl-Otto; Putnam, Hilary (2001). Cultura y modernidad: perspectivas filosóficas de Oriente y Occidente. Editorial Kairós. ISBN 978-84-7245-501-6.

## Obras sobre Putnam

### En inglés
- P. Clark-B. Hale (eds.), "Reading Putnam", Blackwell, Cambridge (Massachusetts)-Oxford 1995.
- C.S. Hill (ed.), "The Philosophy of Hilary Putnam", Fayetteville, Arkansas 1992.
- M. Rudel, "Erkenntnistheorie und Pragmatik: Untersuchungen zu Richard Rorty und Hilary Putnam", Hamburg 1987.
- Ben-Menahem, Yemima. (2006) Hilary Putnam. Editado por la Universidad Hebrea de Jerusalén. Cambridge: Cambridge University Press. ISBN 978-0-521-01254-6.

### En español
- San Bruno de la Cruz ; Lisardo. La crítica de Putnam a la noción de ‘referencia’ en Fodor. Putnam’s Critique to Fodor’s Reference Notion - Vol. 39 , 2006 -. Disponible sólo en versión impresa [Versión electrónica a partir del: 22-09-2007]

- San Bruno de la Cruz ; Lisardo. La evolución del pensamento de H. Putnam  ( tesis inédita calificada con Sobresaliente cum laude ) .U.C.M. Madrid . 2005 . El texto se puede consulatr en Scribd y en Internet Archive .
- Alvarado Marambio, José Tomás (2002). Hilary Putnam: el argumento de teoría de modelos contra el realismo. Eunsa. ISBN 978-84-313-2021-8.
- Polanco, Moris A. (1997) Realismo y pragmatismo. Biografía intelectual de Hilary Putnam , Tesis doctoral, Universidad de Navarra, Pamplona.
- Pujadas Torres, Luis M. (2002). La ascensión y la caída de la teoría funcionalista de la mente: o de cómo Putnam y Fodor idearon primero y abandonaron después, el funcionalismo. Universidad de las Islas Baleares. ISBN 978-84-7632-731-9.